# Souhrnný trest
Souhrnný trest se uloží tehdy, když byl obviněný v mezidobí mezi spácháním souzeného trestného činu a vyhlášením rozsudku za tento čin odsouzen soudem prvního stupně (a to i k trestu odnětí svobody, od nějž bylo podmínečně upuštěno) za jiný trestný čin. Soud zruší výrok o trestu předchozího rozsudku a uloží souhrnný trest, který nesmí být mírnější než trest uložený předchozím rozsudkem.
Dříve byl souhrnný trest označován také termínem dodatkový trest.